# Да умреш два пъти
Да умреш два пъти (на испански: Morir dos veces) е мексиканска теленовела, създадена и продуцирана от Хосе Рендон и режисирана от Алберто Кортес за Телевиса през 1996 г.
В главните роли са Карина Рико и Едуардо Паломо, в главната поддържаща роля е Алехандра Авалос, а в отрицателните роли са Мануел Ландета, Малена Дория и Хосе Карлос Руис.

## Сюжет
Силвана е домакиня като всяка друга, която живее с дъщеря си Андреа и съпруга си Кристобал, работещи заедно в магазин, който Силвана получава след смъртта на баща си.
Кристобал и Силвана преминават през лош период в брака си и обмислят да се разведат, но тя се опитва на всяка цена да спаси брака си, за съжаление обаче плановете ѝ се провалят след смъртта на съпруга ѝ.
Тя не разбира как Кристобал, толкова млад, е получил инфаркт. Тялото му обаче е все още живо, когато Силвана го намира и разбира, че е бил ограбен.
След известно време мафията започва да тормози бедната вдовица, за да прибере пет милиона долара, които съпругът ѝ е откраднал. Командирът Естебан Писаро отговаря за случая и открива връзките, които Кристобал е имал с мафията и трафика на наркотици.
Писаро подозира, че Силвана е убила Кристобал, за да задържи парите, карайки всички да вярват, че е невинен, така че той се опитва да я разобличи, но всичко, което открива е, че е лудо влюбен в нея.
Въпреки че всички смятат, че Кристобал е умрял, той се завръща, превърнал се в зъл човек, който желае да отмъсти и да унищожи жена си и командир Писаро.

## Актьори
- Едуардо Паломо – Естебан Писаро
- Карина Рико – Силвана Ибаниес де Руис / Карола Аларкон
- Мануел Ландета – Кристобал Руис / Андрес Акоста
- Алехандра Авалос – Марта Лухан
- Сусана Александър – Беатрис
- Ирма Лосано – Кармен
- Хосе Карлос Руис – Ордуня
- Хосе Елиас Морено – Аарон Серменьо
- Хавиер Диас Дуеняс – Маурисио Ибаниес
- Малена Дория – Кристина Лесама Кортес
- Елисабет Кац – Луси
- Хайме Гарса – Серхио Теран
- Октавио Галиндо – Рубиано
- Ванеса Бауче – Карола Аларкон
- Емили Фериде – Йоранда
- Хайме Лосано – Исаяс
- Луис Кутуриер – Енрике
- Констанса Мейер – Андреа Руис
- Марта Ортис – Глория
- Моника Санчес – Минерва
- Ернесто Ривас – Начо
- Карлос Роцингер – Фернандо Роблес
- Фернандо Саенс – Виктор
- Енрике Синхер – Хулио Тафоя
- Хорхе Виктория – Марселино
- Жаклин Робинсън – Нанси
- Мария Долорес Олива – Чата
- Гонсало Санчес – Николас
- Сусана Гонсалес
- Родриго Абед
- Сабине Мусиер – Кралицата
- Хорхе Капин
- Естебан Франко
- Анхелес Балванера
- Франсиско Чанес
- Карлос Гуси
- Рубен Моралес
- Илеана Перейра
- Урсула Муно
- Хайме Вега
- Рикардо Вера

## Премиера
Премиерата на Да умреш два пъти е на 26 февруари 1996 г. по Canal de las Estrellas. Последният 55. епизод е излъчен на 10 май 1996 г.